# Pałac Raczyńskich w Złotym Potoku
Pałac Raczyńskich w Złotym Potoku – pałac z XIX w. we wsi Złoty Potok (województwo śląskie), wpisany do rejestru zabytków nieruchomych województwa śląskiego.
Zabytkowy obiekt powstał w obecnej formie w XIX w. po przebudowie wcześniej istniejącego budynku, w miejscowości Złoty Potok.

## Historia
Na miejscu obecnego pałacu od XVI w. istniał dwór, prawdopodobnie obronny, zwany Zameczkiem. Na początku XIX w. stary dwór popadł w ruinę i nie nadawał się już do zamieszkania. W połowie XIX w. majątek odkupił i podniósł z upadku generał Wincenty Krasiński. W 1856 na jego polecenie zbudowany został pałac w stylu klasycystycznym z wykorzystaniem wcześniejszej budowli. Rezydencja była budynkiem jednopiętrowym, przykrytym dachem z pokryciem gontem. Obiekt ogrzewany był piecami, oświetlenie lampy naftowe i świece. Sąsiadujący z nim dworek z 1829 przeznaczony został dla jego syna Zygmunta, który mieszkał w nim latem 1857. W 1867, kiedy pałac nie był zamieszkiwany na stałe, przeprowadzono prace remontowe, takie jak przeszklenie okien, naprawę ścian, podłóg i mebli. Po śmierci Zygmunta majątek odziedziczyła córka poety Maria, od 1877 żona hrabiego Edwarda Aleksandra Raczyńskiego. Jego herb Nałęcz otoczony panopliami umieszczony jest we frontonie wieńczącym szczyt. W tym czasie przeprowadzono dalsze prace renowacyjne, które umożliwiły w 1878 zamieszkanie na stałe w rezydencji. Po śmierci Marii w 1884 hrabia Edward Raczyński wyprowadził się z pałacu, który przez dziesięć lat nie pełnił funkcji stałej rezydencji. Rodzina Raczyńskich na początku XX w. przebudowała pałac, nadając mu dzisiejszy kształt. Stanowił ich stałą rezydencję do 1939, kiedy zostali zmuszeni przez okupantów niemieckich do opuszczenia siedziby. Formy nadane rezydencji w czasach Raczyńskich zostały zachowane do czasów obecnych bez większych ingerencji. Wyjątek stanowi tylko wieża, którą częściowo rozebrano na początku II wojny światowej. Jak zostały wspomniane, nieregularny plan wskazuje na wielość etapów przekształceń bryły, której początki można wiązać z okresem średniowiecza i wczesnej nowożytności - najstarsza część pozostaje czytelna w partii północnej. Po 1945 majątek upaństwowiono, a w pałacu przez wiele lat mieściła się szkoła. W pałacu zachowały się oryginalne piece, żyrandole, pojedyncze meble, oraz dębowe schody na wprost wejścia, łączące parter z piano nobile. Obecnie znajduje się on w bardzo złym stanie technicznym i nie można go zwiedzać. Prawa do pałacu roszczą Krzysztof i Stefan Dembińscy, spadkobiercy Raczyńskich, lecz zostały one zakwestionowane przez wojewodę śląskiego.

## Dworek Zygmunta Krasińskiego

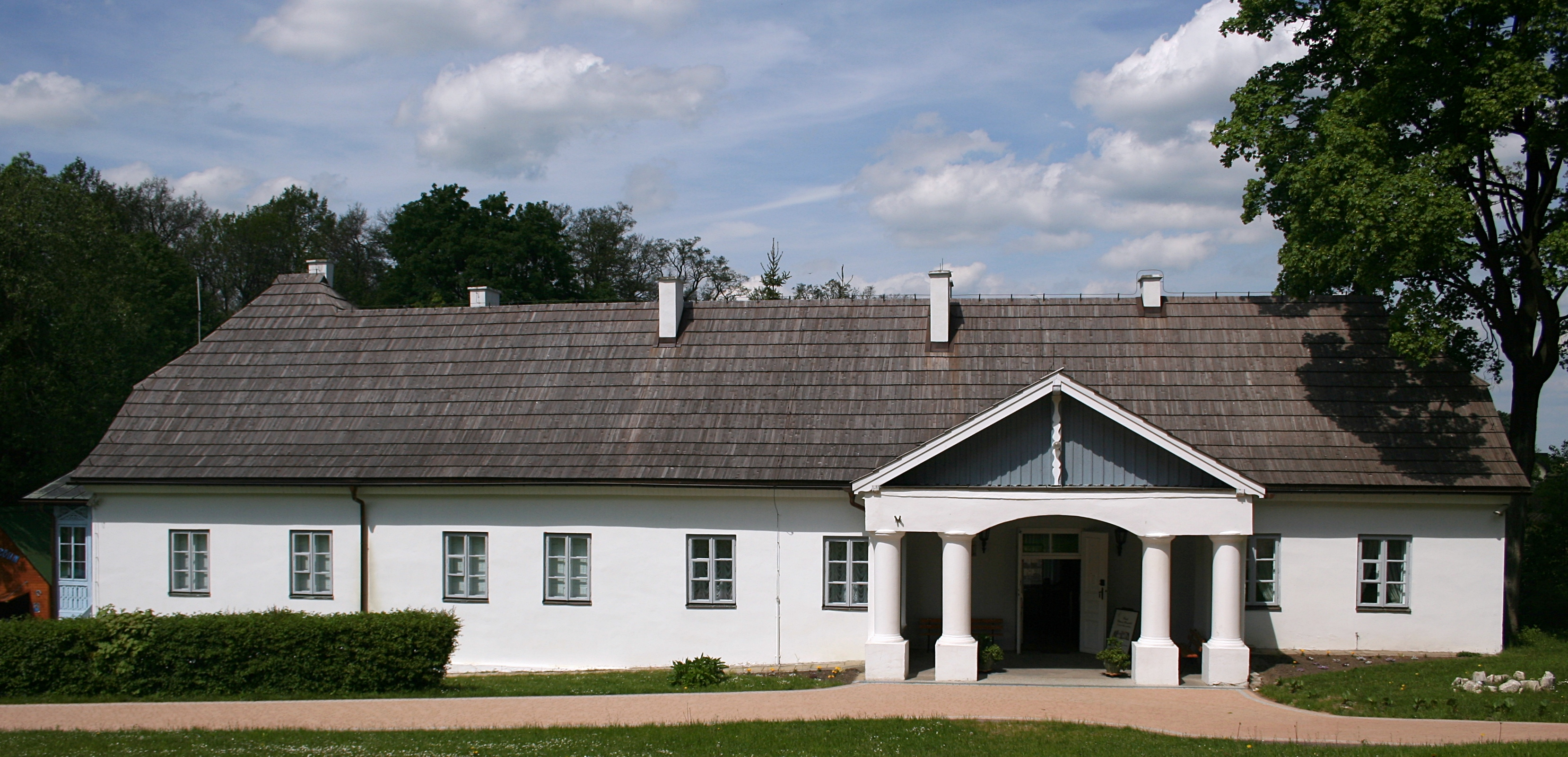
Dwór Krasińskich

Dworek w stylu klasycystycznym jest obecnie siedzibą Muzeum Regionalnego im. Zygmunta Krasińskiego.

## Park
W skład zespołu pałacowego wchodzi park pałacowy z XIX wieku, 40-hektarowy, w stylu angielskim, przez którego środek przepływa Wiercica (zdecydowała ona o nadaniu parkowi romantycznego charakteru). Park został zaprojektowany przez Franciszka Szaniora, który postanowił wzbogacić jego florę takimi gatunkami drzew i krzewów, jak modrzew japoński, wiąz turkiestański, tulipanowiec amerykański czy karagana syberyjska. Na terenie zespołu pałacowo-parkowego odnaleźć można także interesujący pomnik przyrody – ok. 600-letni dąb szypułkowy „Dziad”.

## Galeria

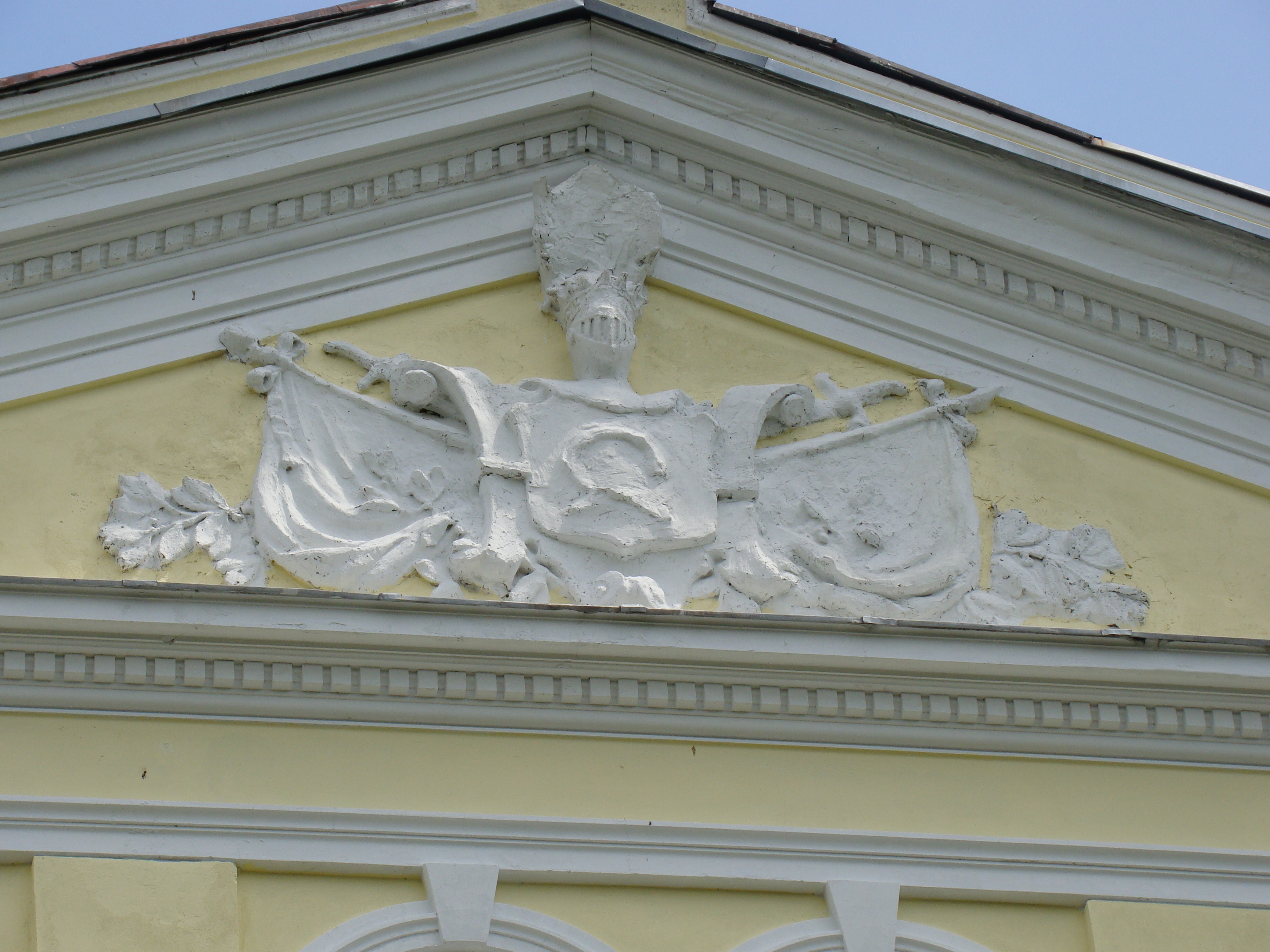
Panoplia i herb Nałęcz
Nałecz Raczyńskiego
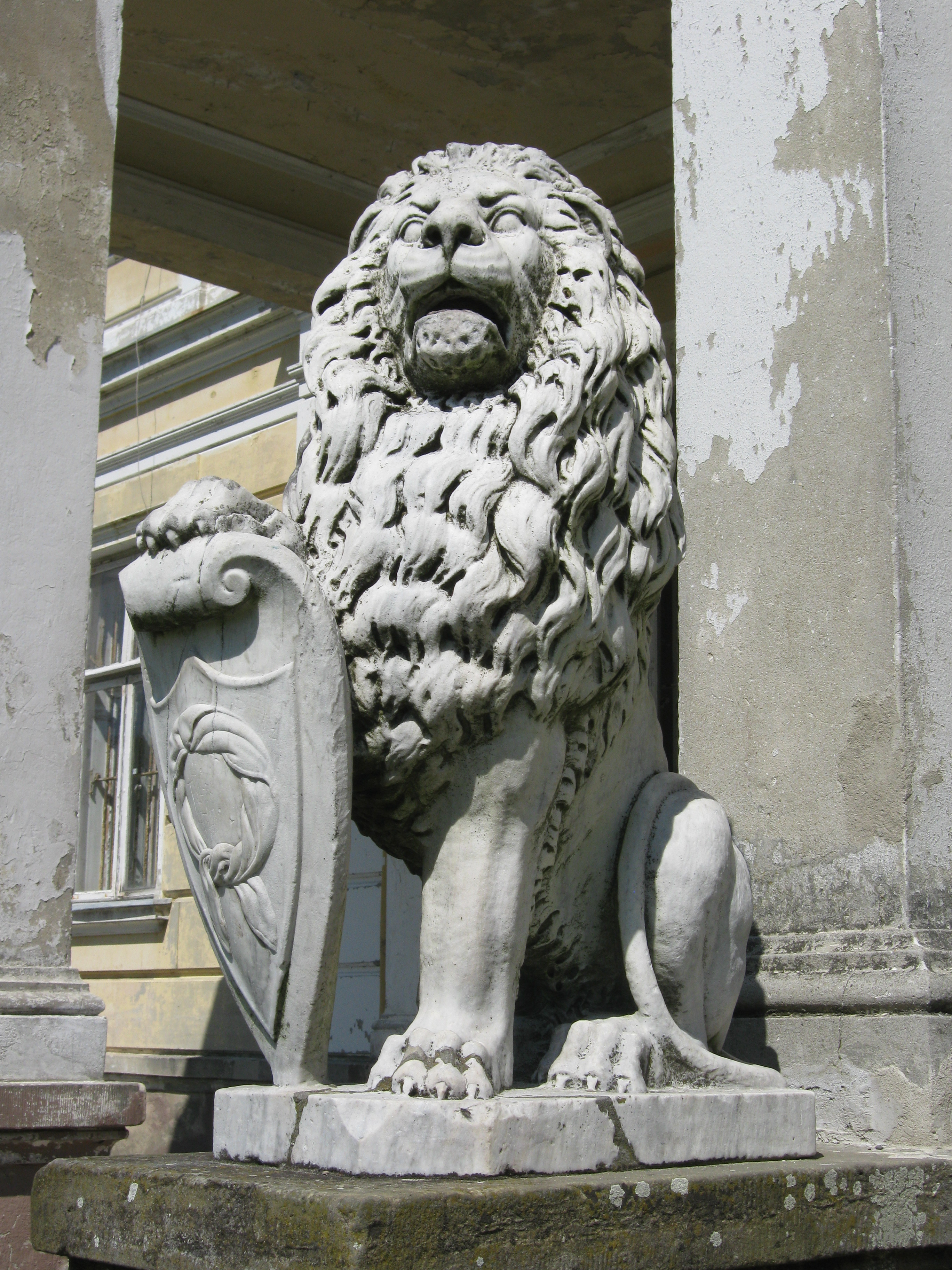
Lew z herbem Raczyńskiego Nałęcz
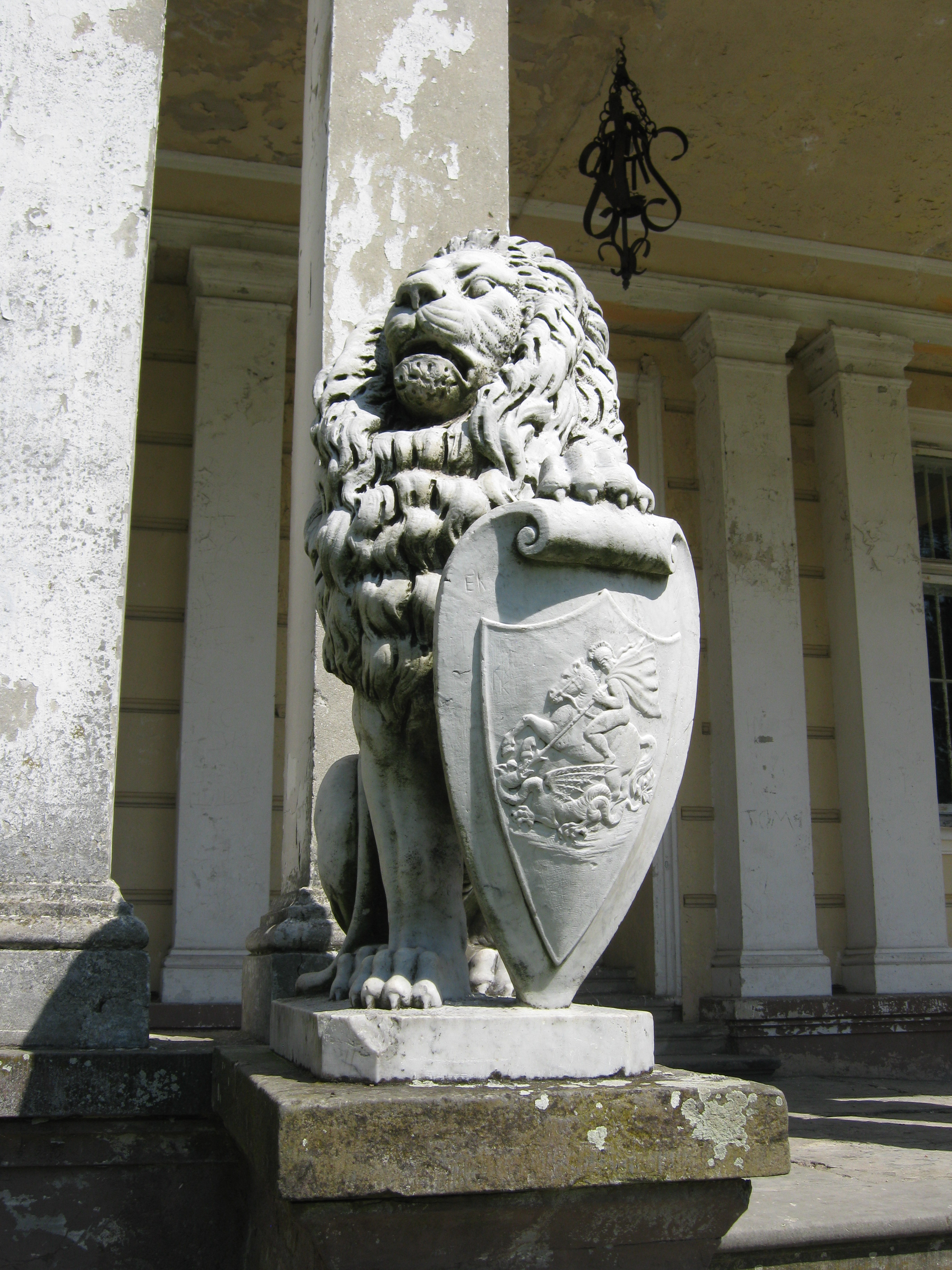
Lew z św. Jerzym na tarczy
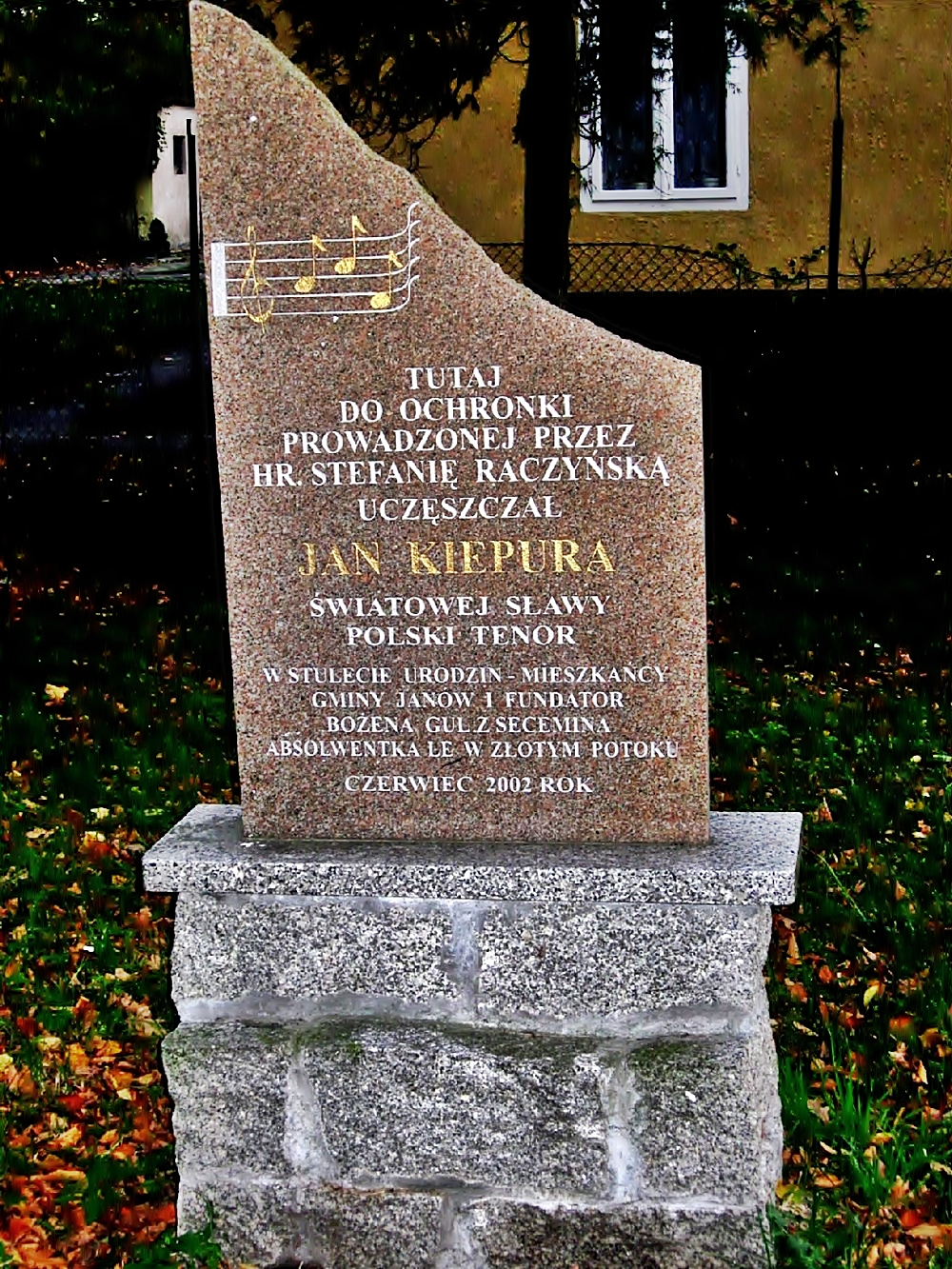
Pomnik poświęcony Janowi Kiepurze
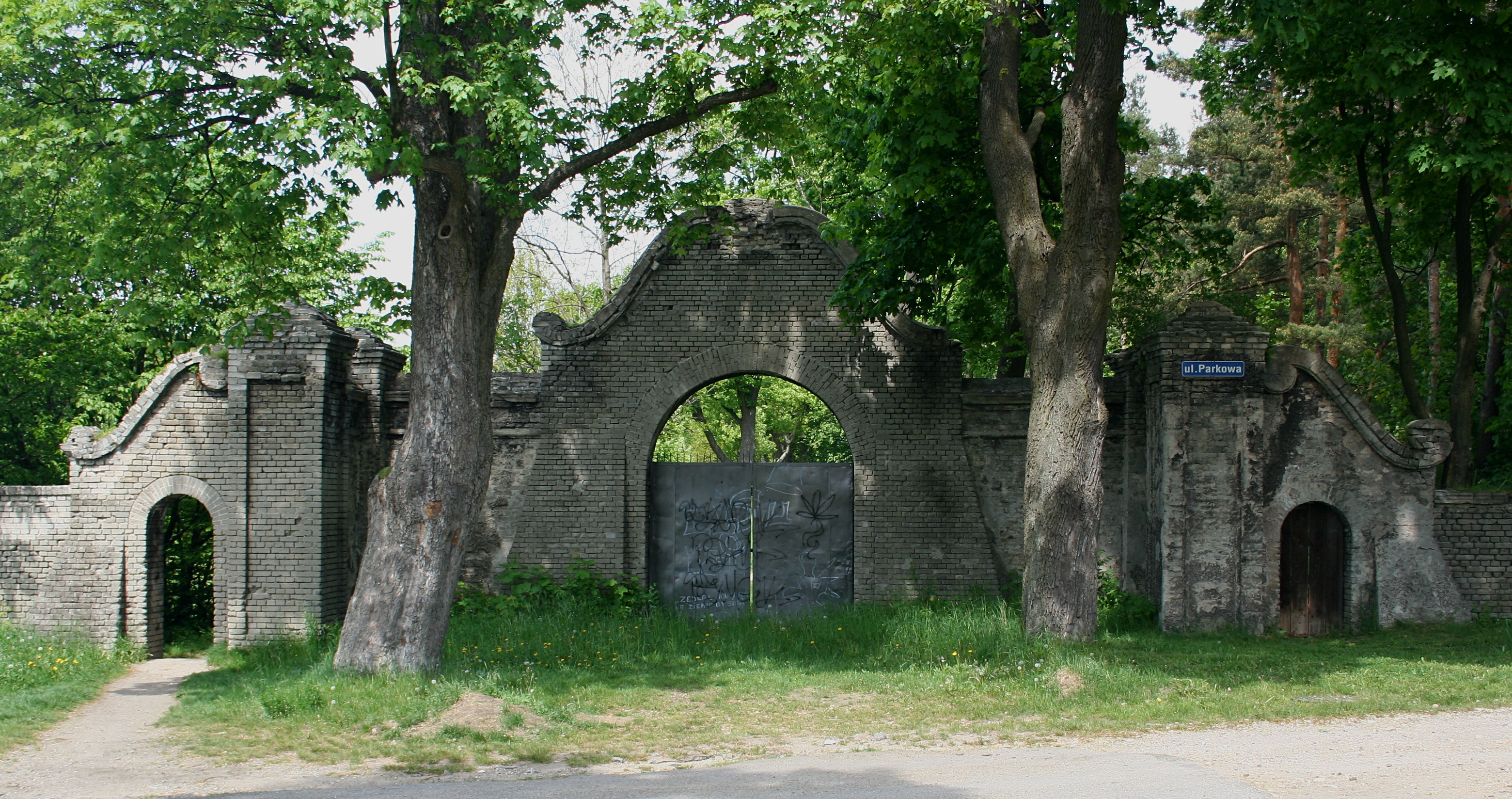
Brama do parku